# Aimé Giral
Pour les articles homonymes, voir Giral (homonymie).

a Compétitions nationales et continentales officielles uniquement.

Aimé Henri Jean Giral, né le 8 août 1895 à Perpignan et mort le 22 juillet 1915 à Somme-Suippe, est un joueur français de rugby à XV ayant joué au poste de demi d'ouverture à l'AS Perpignan.

## Biographie
Aimé Giral est né au no 10 de la Rue Grande-la-Réal dans le quartier La Réal à Perpignan. Une plaque à droite de la porte indique le lieu de sa naissance.

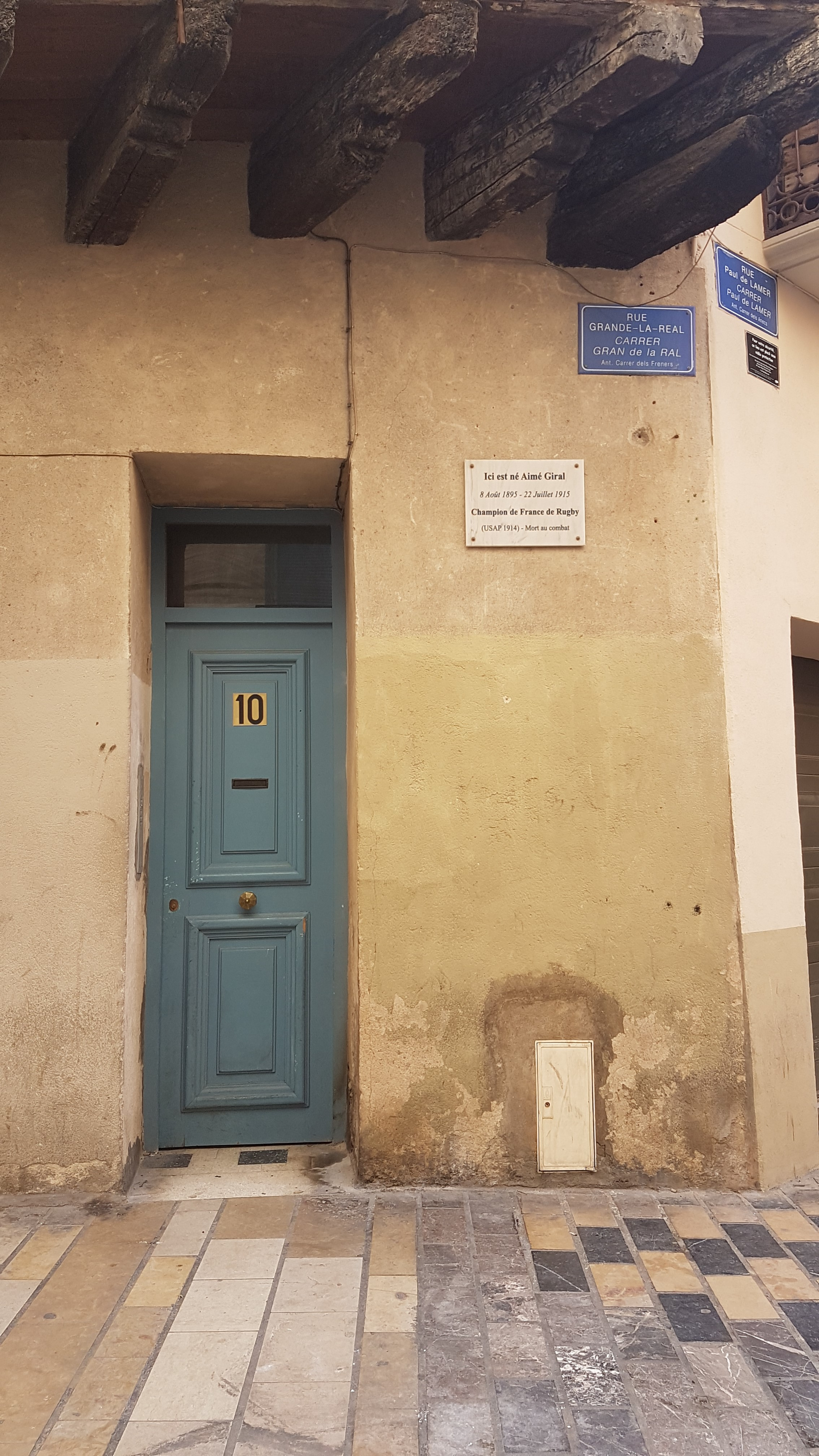
La porte et la plaque au n°10
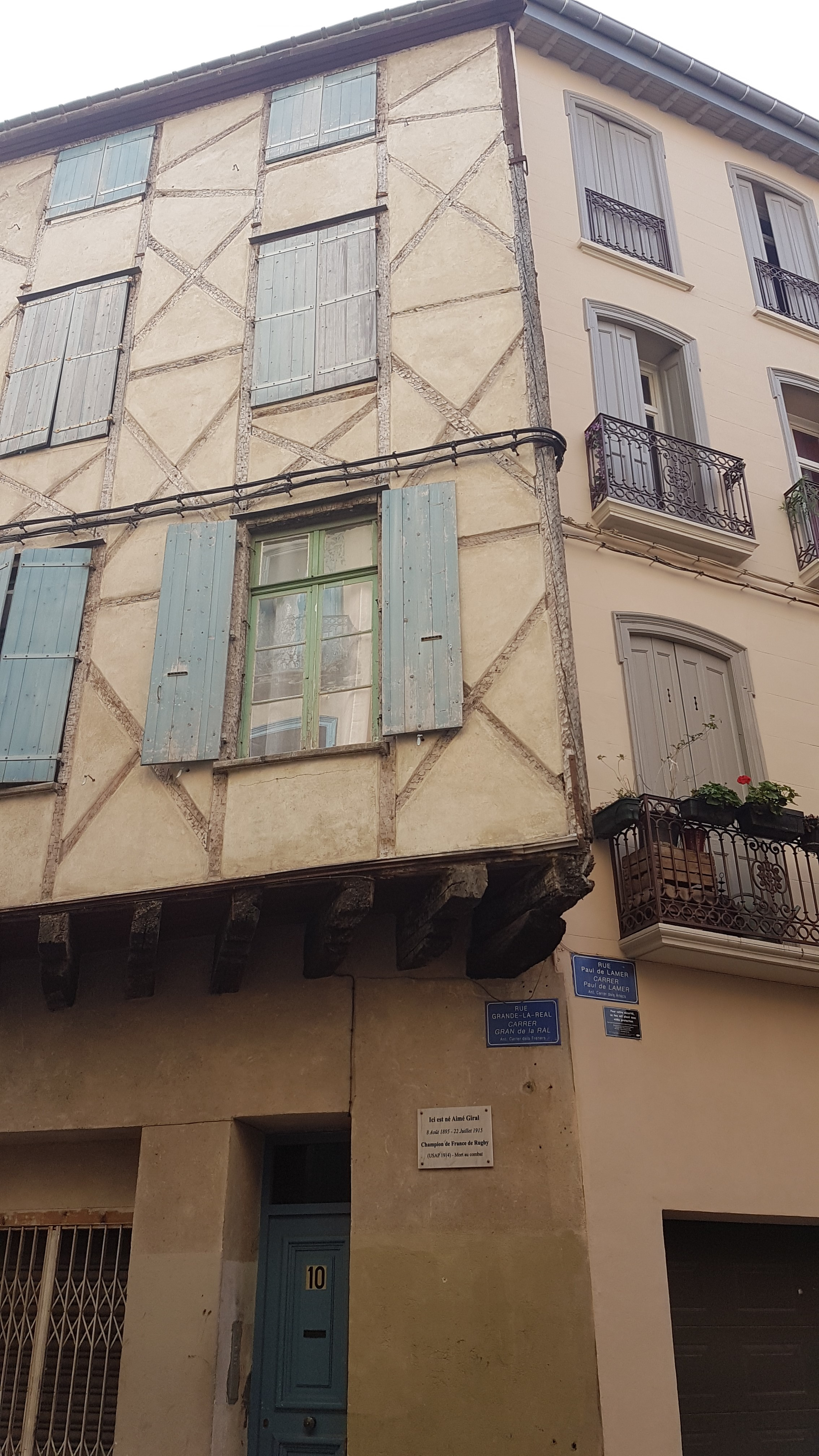
L'immeuble n°10

À même pas 19 ans, Aimé Giral est le demi d'ouverture de l'Association sportive perpignanaise lors de la finale de 1914 contre le Stadoceste tarbais. Il passe la transformation délicate de l'essai de Félix Barbe à la 76e minute de la finale, offrant ainsi le premier titre de Champion de France à son club.
Comme six autres de ses coéquipiers, Aimé Giral, Aspirant à la 6e compagnie du 80e régiment d'infanterie de Narbonne, il est mortellement blessé et meurt de blessures de guerre le 22 juillet 1915 à l'ambulance 7/16 de Somme-Suippe dans la Marne lors de la Première Guerre mondiale, 14 mois après la finale. Le stade de Perpignan dans lequel évolue l'équipe de rugby l'Union sportive arlequins perpignanais porte aujourd'hui son nom, Stade Aimé-Giral.

## Palmarès
- Vainqueur du Championnat de France en 1914

### Documents
- « Aimé Henri Jean GIRAL », sur Mémoire des Hommes, Ministère des Armées.
- « Centenaire de la Grande Guerre : Aimé Giral, l’or et le sang », sur lindependant.fr, 11 novembre 2018